# Greg Graffin
Gregory Walter "Greg" Graffin III, född 6 november 1964 i Madison, Wisconsin, är en amerikansk musiker, sångare i punkrockbandet Bad Religion och forskare (filosofie doktor).

## Biografi
Greg Graffin föddes 1964 i Madison och flyttade 1976 tillsammans med sin mor till Los Angeles, vilket blev en enorm kulturkrock för honom med tanke på att han alltid bott i ett skyddat lugnt bostadsområde. 
Graffin blev snabbt trött på den tidens musikkultur och 1979 upptäckte han radiostationen KROQ, som spelade alternativ rockmusik. Strax efter detta grundade han tillsammans med Brett Gurewitz, Jay Bentley och Jay Ziskrout punkbandet Bad Religion.
1997 bestämde han sig för att släppa ett soloalbum, vilket döptes till American Lesion och spelades in av Graffin helt på egen hand. Albumet skilde sig från de han gjort med Bad Religion med mer folkbaserad musik och personligare texter. 2006 släpptes hans andra soloalbum Cold as the Clay, även detta starkt färgat av amerikansk folkmusik.

## Akademisk karriär
Greg Graffin började 1983 på Wisconsin-Madison-universitetet, men blev tvungen att sluta eftersom han inte var skriven i staten. Han flyttade tillbaka till Los Angeles och började på UCLA, där han fick en bachelor i antropologi och en i geologi. 1987 fick han en master i geologi, och han har även praktiserat i Nord-, Latin- och Sydamerika. 1990 bytte han till Cornelluniversitetet i Ithaca, och började jobba på sin fil.dr, vilken han slutligen blev färdig med 2003. Han har senare undervisat vid UCLA.

## Diskografi
Soloalbum
- 1997 – American Lesion
- 2006 – Cold as the Clay
- 2017 – Millport